# Eric Stults
Pour les articles homonymes, voir Stults.
Eric William Stults (né le 9 décembre 1979 à Plymouth, Indiana, États-Unis) est un lanceur gaucher de la Ligue majeure de baseball. Il est présentement agent libre.

## Biographie
Étudiant au Bethel College (Indiana), Eric Stults a joué comme lanceur et joueur de champ extérieur dans l'équipe de baseball, ainsi que dans l'équipe de basket-ball. En 2002, il est sélectionné au 15e tour de la draft par les Dodgers de Los Angeles (451e choix global). Il signe son premier contrat professionnel le 6 juin. De 2002 à 2006, il joue uniquement en ligues mineures. En 2006, il présente un bilan de 10 victoires pour 11 défaites et une moyenne de 4,26 points mérités avec les Las Vegas 51s (niveau Triple-A). Il est appelé en Ligue majeure au mois de septembre et entre en cours de match le 5 septembre contre les Brewers de Milwaukee. Il lance 3 manches et accorde 3 points mérités. Le 10 septembre, il est lanceur partant contre les Mets de New York et il obtient sa première victoire (6 manches, un point accordé et 3 retraits sur prises). Il retourne ensuite parmi les lanceurs de relève lors du retour de Chad Billingsley dans la rotation des lanceurs.
En 2007, il revient dans la rotation des lanceurs des Las Vegas 51s en début de saison. Il est appelé en Ligue majeure le 17 août contre les Rockies du Colorado et retire 9 frappeurs sur prises pour sa première victoire de la saison. Après la saison 2009, Stults quitte pour le Japon et s'aligne avec les Hiroshima Toyo Carp pendant la saison 2010.
Il est invité à l'entraînement de printemps des Rockies du Colorado en 2011. Il ne joue que six matchs pour eux dans la saison qui suit.
Le 1er décembre 2011, il rejoint les White Sox de Chicago. Après deux parties jouées pour Chicago en 2012, il passe aux Padres de San Diego via le ballottage le 17 mai. De 2012 à 2014, Stults est envoyé au monticule 83 fois par les Padres, dont 4 fois comme lanceur de relève. Il maintient une moyenne de points mérités de 3,87 en 472 manches lancées au total, avec 27 victoires et 33 défaites. Il lance plus de 200 manches en 2013 et amorce 33 et 32 parties, respectivement, au cours de ses deux saisons complètes passées à San Diego.
Le 3 février 2015, Stults signe un contrat des ligues mineures avec les Braves d'Atlanta. En 9 matchs, dont 8 départs, pour Atlanta en 2015, Stults n'a qu'une victoire contre 5 défaites et une moyenne de points mérités de 5,85 en 47 manches et deux tiers lancées. Avec le lanceur gaucher Ian Thomas, le droitier Juan Jaime et le joueur de champ intérieur Alberto Callaspo, Stults est échangé aux Dodgers de Los Angeles contre le joueur de troisième but Juan Uribe et le releveur droitier Chris Withrow. Il ne joue pas un seul match pour les Dodgers et devient agent libre au terme de la saison 2015.

## Statistiques
En saison régulière
| Statistiques de lanceur |            |    |    |    |     |   |    |    |       |    |      |
| Saison                  | Équipe     | G  | GS | CG | SHO | V | D  | SV | IP    | SO | ERA  |
| 2006                    | LA Dodgers | 6  | 2  | 1  | 0   | 0 | 0  | 0  | 17.2  | 5  | 5,60 |
| 2007                    | LA Dodgers | 12 | 5  | 1  | 0   | 0 | 4  | 0  | 38.2  | 30 | 5,82 |
| 2008                    | LA Dodgers | 7  | 7  | 2  | 1   | 1 | 3  | 0  | 38.2  | 30 | 3,49 |
| 2009                    | LA Dodgers | 10 | 10 | 4  | 1   | 1 | 3  | 0  | 50.0  | 33 | 4,86 |
| Totaux                  |            | 35 | 24 | 2  | 2   | 8 | 10 | 0  | 145.0 | 98 | 4,84 |

Note: G = Matches joués ; GS = Matches comme lanceur partant ; CG = Matches complets ; SHO = Blanchissages ; 
V = Victoires ; D = Défaites ; SV = Sauvetages ; IP = Manches lancées ; SO = retraits sur des prises ; ERA = Moyenne de points mérités.